# Brutal Assault
Brutal Assault és un festival d'extrem metal a l'aire lliure que té lloc a la fortalesa de l'exèrcit Josefov, construïda entre 1780 i 1787 per l'emperador Josep II a la riba esquerra dels rius Elba i Mettau, situada a la localitat txeca de Jaroměř. Se celebra cada agost a principis de mes de dimecres a dissabte.
El festival va començar l'any 1996, originalment centrat en el grindcore. Durant molts anys, va ser un petit esdeveniment amb grups principalment txecs i eslovacs. Va canviar d'ubicació diverses vegades i es va convertir en un gran esdeveniment el 2006, quan més de 7.000 persones van assistir al festival realitzat a la localitat de Svojšice. Després de traslladar-se a Josefov, l'assistència va augmentar fins a les 15.000 persones el 2012. Actualment, Brutal Assault compta amb artistes que interpreten tots els estils del heavy metal, així com artistes de gèneres com el punk rock, el rock experimental i l'electrònica. El lema del festival és: «Contra la violència i la intolerància».